# Reședința mitropoliților Bucovinei și Dalmației din Cernăuți
Reședința mitropoliților Bucovinei și Dalmației din Cernăuți (actualmente în Ucraina) este un ansamblu de clădiri construit între 1864-1882, pe baza planurilor arhitectului austro-ungar de origine cehă Josef Hlávka. Ansamblul aparține în prezent Universității din Cernăuți și a fost inclus în Patrimoniul Cultural Mondial UNESCO în anul 2011.

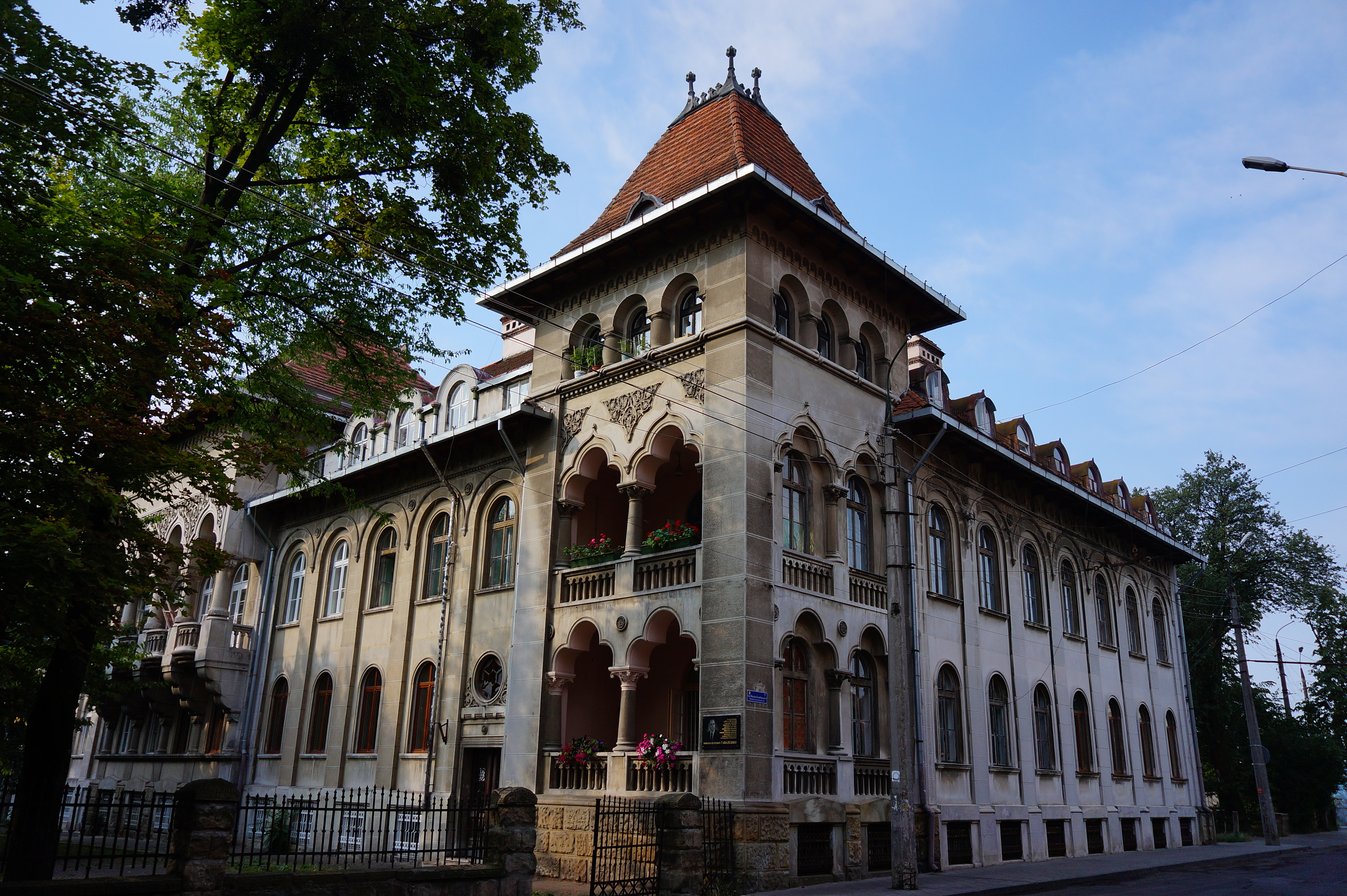
Noua reședință a Mitropoliților Bucovinei, construită în perioada interbelică, în stil neoromânesc